# Pallacanestro Varese 1967-1968
Nel Campionato 1967-68 la Pallacanestro Varese rivoluziona la composizione della squadra vincitrice della Coppa delle Coppe l'anno precedente. Paolo Vittori si trasferisce alla Ignis Sud Napoli, raggiunto in seguito da Ottorino Flaborea, mentre si allontanano anche Cescutti e Stan McKenzie che rientra negli Stati Uniti.
Il campionato prosegue in modo altalenante, e il 28 gennaio 1968, dopo la sconfitta contro la Butangas Pesaro in casa, Vittorio Tracuzzi si dimette, sostituito dall'allenatore delle giovanili, Nico Messina. Al termine della competizione, l'Ignis si qualifica al quinto posto, con 1544 punti segnati e 1532 subiti. Miglior realizzatore con 466 punti, Steve Sullivan.
In Coppa delle Coppe la squadra esce in semifinale, risultando sconfitta dall'AEK Atene, che poi vincerà la competizione contro lo Slavia Praga.

## Rosa 1966/67
- Ivan Bisson
- Enrico Bovone
- Sauro Bufalini
- Pierangelo Gergati
- Giulio Melilla
- Dino Meneghin
- Livio Musetti
- Maurizio Ossena
- Edoardo Rusconi
- Steve Sullivan
- Frank Holleondoner
- Massimo Villetti
  - Allenatore
- Vittorio Tracuzzi

dal 28 gennaio 1968
- Nico Messina

## Statistiche
| COMPETIZIONE        | GIOCATE | VINTE | PERSE | F    | S    | PIAZZAMENTO |  |
| CAMPIONATO          | 22      | 13    | 9     | 1544 | 1532 | 5           |  |
| TORNEI E AMICHEVOLI | 25      | 13    | 12    | 1885 | 1667 | -           |  |
| COPPA COPPE         | 4       | 2     | 2     | 273  | 271  | Semifinale  |  |

## Fonti
- "Pallacanestro Varese 50 anni con voi" di Augusto Ossola
- "La Pallacanestro Varese" di Renato Tadini